# 广东沙群海葵
广东沙群海葵（学名：Palythoa guangdongensis）为楔群海葵科沙群海葵属的动物。在中国，分布于南海等海域， 群体以共肉匍匐在礁石上。该物种的模式产地在西沙金银岛。
其种加词“guangdongensis”意为“广东的”。